# فرانسیسکو اومبرال
 فرانسیسکو اومبرال (انگلیسی: Francisco Umbral؛ ۱۱ مهٔ ۱۹۳۲ – ۲۸ اوت ۲۰۰۷) یک خبرنگار، مقاله‌نویس، زندگی‌نامه‌نویس و رمان‌نویس اهل اسپانیا بود.
وی همچنین برنده جوایزی همچون جایزه سروانتس شده است.